# 24-Stunden-Rennen von Daytona 2024

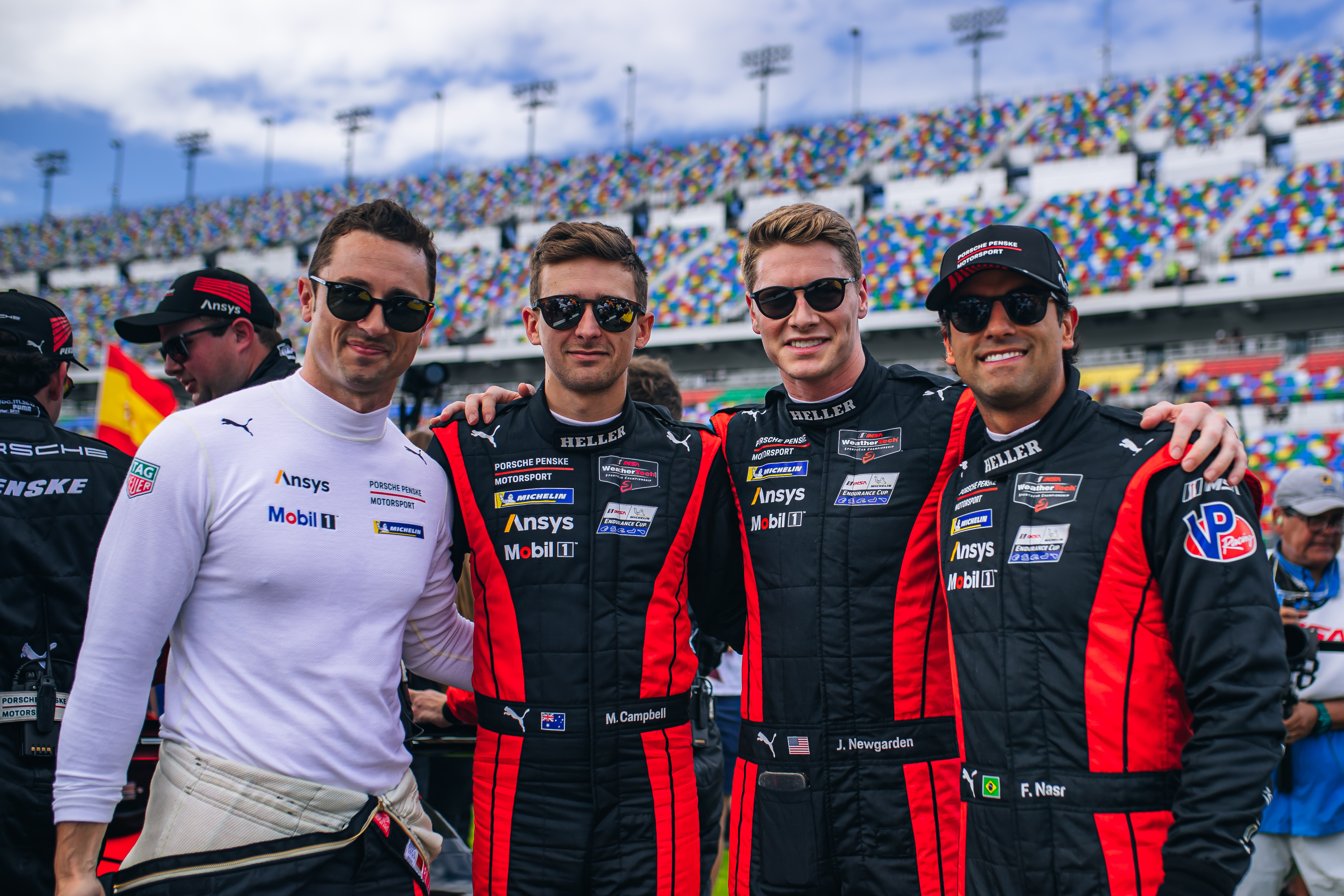
Das Siegerquartett; Dane Cameron, Matt Campbell, Josef Newgarden und Felipe Nasr (von links)

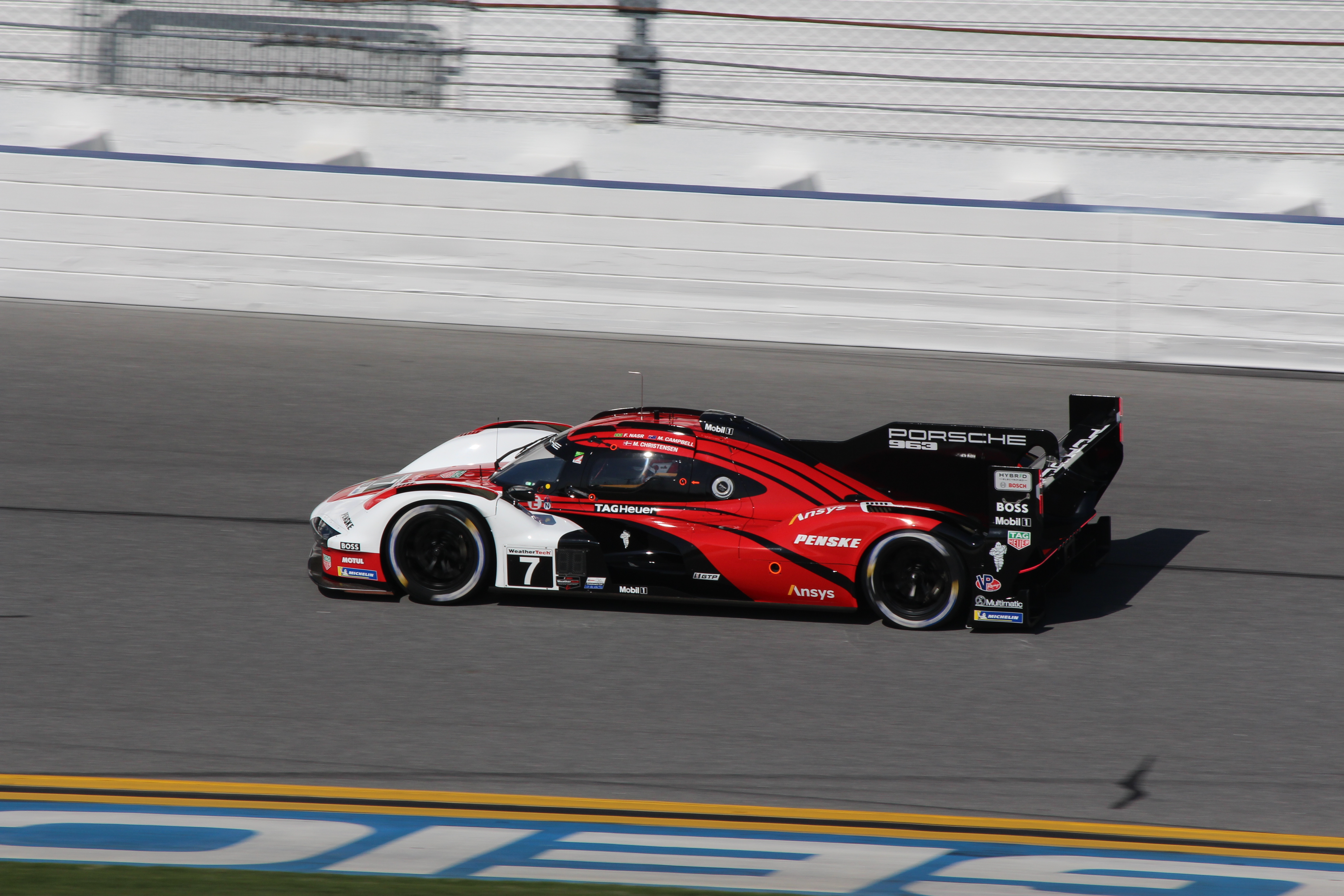
Porsche 963 mit der Startnummer 7; Siegerwagen von Dane Cameron, Matt Campbell, Felipe Nasr und Josef Newgarden

Das 57. 24-Stunden-Rennen von Daytona, auch  2024 Rolex 24 at Daytona, fand am 27. und 28. Januar 2024 auf dem Daytona International Speedway statt und war der erste Wertungslauf zur IMSA WeatherTech SportsCar Championship dieses Jahres.

## Das Rennen
Auch 2024 fiel die Entscheidung über den Gesamtsieg in Daytona erst knapp vor Rennschluss. Die bestimmenden Protagonisten des 24-Stunden-Rennens waren der Penske-Porsche 963 mit der Startnummer 7, gefahren von Dane Cameron,  Matt Campbell, Felipe Nasr und Josef Newgarden, sowie der Cadillac V-Series.R mit Jack Aitken, Tom Blomqvist und Luís Felipe Derani. Beinahe die gesamte Renndistanz fuhren die beiden Fahrzeuge an der Spitze des Klassements. 90 Minuten vor dem Fallen der Zielflagge kam Tom Blomqvist im Cadillac dem vor ihm fahrenden Porsche von Felipe Nasr immer näher und übernahm 12 Minuten später mit einem sehenswerten Manöver an Nasr vorbei die Rennführung. Die letzte der insgesamt 15 Gelbphasen, ausgelöst durch einen Wagenbrand am Lexus RC F GT3 mit der Startnummer 12, beeinflusste die Entscheidung mit. Nach dem letzten Tankstopp war der Cadillac von Blomqvist wieder hinter den Porsche zurückgefallen. Obwohl er in der letzten halben Stunde den Rückstand auf den fehlerlos fahrenden Nasr fast immer unter einer Sekunde hielt, gelang ihm kein Überholversuch mehr. Für Roger Penske und sein Team war es der erste Gesamtsieg in Daytona, für Porsche der erste seit 2003. 
Als Gesamtdritte kamen Jenson Button, Louis Delétraz, Colton Herta und Jordan Taylor im Acura ARX-06 ins Ziel. Die niederen Rundenzeiten von Porsche und von Cadillac konnte das Acura-Quartett nicht fahren, durch eine geschickte Rennstrategie und etwas Glück bei den Gelbphasen blieb er Wagen jedoch immer in der Führungsrunde. Der zweite Acura, gefahren von Filipe Albuquerque, Marcus Ericsson, Brendon Hartley und Ricky Taylor hatte einen irreparablen Schaden am Hybridsystem. 
Was in der FIA-Langstrecken-Weltmeisterschaft durch das Reglement untersagt ist, erlauben die Regeln der IMSA WeatherTech SportsCar Championship: Ein Fahrer steuert zwei unterschiedliche Fahrzeuge. So wurde der US-Amerikaner Ben Keating im Porsche 963 mit Startnummer 85 Gesamtsechster und erreichte zusätzlich im Oreca 07 mit der Nummer 2 den 14. Gesamtrang.

## Ergebnisse

### Schlussklassement
| 1           | GTP     | 7   | Porsche Penske Motorsport           | Dane Cameron Matt Campbell Felipe Nasr Josef Newgarden              | Porsche 963                      | 791 |
| 2           | GTP     | 31  | Whelen Engineering Cadillac Racing  | Jack Aitken Tom Blomqvist Luís Felipe Derani                        | Cadillac V-Series.R              | 791 |
| 3           | GTP     | 40  | Wayne Taylor Racing with Andretti   | Jenson Button Louis Delétraz Colton Herta Jordan Taylor             | Acura ARX-06                     | 791 |
| 4           | GTP     | 6   | Porsche Penske Motorsport           | Kévin Estre Mathieu Jaminet Nick Tandy Laurens Vanthoor             | Porsche 963                      | 791 |
| 5           | GTP     | 5   | Proton Competition Mustang Sampling | Gianmaria Bruni Romain Dumas Neel Jani Alessio Picariello           | Porsche 963                      | 791 |
| 6           | GTP     | 85  | JDC–Miller MotorSports              | Philip Hanson Tijmen van der Helm Ben Keating Richard Westbrook     | Porsche 963                      | 789 |
| 7           | GTP     | 25  | BMW M Team RLL                      | Connor De Phillippi Maxime Martin René Rast Nick Yelloly            | BMW M Hybrid V8                  | 778 |
| 8           | GTP     | 24  | BMW M Team RLL                      | Philipp Eng Augusto Farfus Jesse Krohn Dries Vanthoor               | BMW M Hybrid V8                  | 776 |
| 9           | LMP2    | 18  | Era Motorsport                      | Ryan Dalziel Dwight Merriman Christian Rasmussen Connor Zilisch     | Oreca 07                         | 767 |
| 10          | LMP2    | 04  | CrowdStrike Racing by APR           | Colin Braun Malthe Jakobsen George Kurtz Toby Sowery                | Oreca 07                         | 767 |
| 11          | LMP2    | 74  | Riley Technologies                  | Josh Burdon Felipe Fraga Felipe Massa Gar Robinson                  | Oreca 07                         | 767 |
| 12          | LMP2    | 52  | Inter Europol Competition           | Nicholas Boulle Tom Dillmann Pietro Fittipaldi Jakub Śmiechowski    | Oreca 07                         | 767 |
| 13          | LMP2    | 8   | Tower Motorsports                   | Michael Dinan John Farano Ferdinand Habsburg Scott McLaughlin       | Oreca 07                         | 767 |
| 14          | LMP2    | 2   | United Autosports USA               | Ben Hanley Ben Keating Patricio O’Ward Nico Pino                    | Oreca 07                         | 765 |
| 15          | LMP2    | 81  | DragonSpeed                         | James Allen Sebastián Álvarez Eric Lux Kyffin Simpson               | Oreca 07                         | 764 |
| 16          | LMP2    | 99  | AO Racing                           | Matthew Brabham Paul-Loup Chatin P. J. Hyett Alex Quinn             | Oreca 07                         | 753 |
| 17          | GTD-Pro | 62  | Risi Competizione                   | James Calado Alessandro Pier Guidi Davide Rigon Daniel Serra        | Ferrari 296 GT3                  | 733 |
| 18          | GTD-Pro | 77  | AO Racing                           | Michael Christensen Laurin Heinrich Sebastian Priaulx               | Porsche 911 GT3 R (992)          | 732 |
| 19          | GTD     | 57  | HTP Winward Motorsport              | Philip Ellis Indy Dontje Daniel Morad Russell Ward                  | Mercedes-AMG GT3 Evo             | 731 |
| 20          | GTD     | 21  | AF Corse                            | Kei Cozzolino François Hériau Simon Mann Miguel Molina              | Ferrari 296 GT3                  | 731 |
| 21          | GTD-Pro | 1   | Paul Miller Racing                  | Sheldon van der Linde Bryan Sellers Madison Snow Neil Verhagen      | BMW M4 GT3                       | 730 |
| 22          | GTD     | 34  | Conquest Racing                     | Alessandro Balzan Albert Costa Manny Franco Cédric Sbirrazzuoli     | Ferrari 296 GT3                  | 730 |
| 23          | GTD     | 023 | Triarsi Competizione                | Riccardo Agostini Alessio Rovera Charlie Scardina Onofrio Triarsi   | Ferrari 296 GT3                  | 730 |
| 24          | GTD     | 32  | Korthoff Preston Motorsports        | Maximilian Götz Mikaël Grenier Kenton Koch Mike Skeen               | Mercedes-AMG GT3 Evo             | 730 |
| 25          | GTD     | 83  | Iron Dames                          | Sarah Bovy Rahel Frey Michelle Gatting Doriane Pin                  | Lamborghini Huracán GT3 Evo 2    | 730 |
| 26          | GTD     | 120 | Wright Motorsports                  | Adam Adelson Jan Heylen Frédéric Makowiecki Elliott Skeer           | Porsche 911 GT3 R (992)          | 729 |
| 27          | GTD     | 80  | Lone Star Racing                    | Rui Andrade Scott Andrews Adam Christodoulou Salih Yoluç            | Mercedes-AMG GT3 Evo             | 729 |
| 28          | GTD     | 43  | Andretti Motorsports                | Jarett Andretti Gabby Chaves Scott Hargrove Thomas Preining         | Porsche 911 GT3 R (992)          | 728 |
| 29          | GTD-Pro | 23  | Heart of Racing Team                | Mario Farnbacher Ross Gunn Alex Riberas                             | Aston Martin Vantage AMR GT3 Evo | 727 |
| 30          | GTD-Pro | 3   | Corvette Racing                     | Antonio García Daniel Juncadella Alexander Sims                     | Chevrolet Corvette Z06 GT3.R     | 726 |
| 31          | GTD-Pro | 64  | Ford Multimatic Motorsports         | Christopher Mies Mike Rockenfeller Harry Tincknell                  | Ford Mustang GT3                 | 726 |
| 32          | GTD     | 47  | Cetilar Racing                      | Eddie Cheever III Antonio Fuoco Roberto Lacorte Giorgio Sernagiotto | Ferrari 296 GT3                  | 722 |
| 33          | GTD-Pro | 19  | Iron Lynx                           | Mirko Bortolotti Andrea Caldarelli Jordan Pepper Franck Perera      | Lamborghini Huracán GT3 Evo 2    | 721 |
| 34          | GTD     | 92  | Kelly-Moss with Riley               | Julien Andlauer David Brule Trent Hindman Alec Udell                | Porsche 911 GT3 R (992)          | 719 |
| 35          | GTD     | 86  | MDK Motorsports                     | Klaus Bachler Anders Fjordbach Kerong Li Larry ten Voorde           | Porsche 911 GT3 R (992)          | 718 |
| 36          | GTD     | 70  | Inception Racing                    | Tom Gamble Brendan Iribe Ollie Millroy Frederik Schandorff          | McLaren 720S GT3 Evo             | 716 |
| 37          | GTD-Pro | 4   | Corvette Racing                     | Earl Bamber Nicky Catsburg Tommy Milner                             | Chevrolet Corvette Z06 GT3.R     | 715 |
| 38          | GTD     | 96  | Turner Motorsport                   | Robby Foley Patrick Gallagher Jens Klingmann Jake Walker            | BMW M4 GT3                       | 711 |
| 39          | GTD     | 78  | Forte Racing                        | Devlin DeFrancesco Misha Goikhberg Sandy Mitchell Loris Spinelli    | Lamborghini Huracán GT3 Evo 2    | 676 |
| Ausgefallen |         |     |                                     |                                                                     |                                  |     |
| 40          | GTD     | 12  | Vasser Sullivan Racing              | Ritomo Miyata Frankie Montecalvo Aaron Telitz Parker Thompson       | Lexus RC F GT3                   | 705 |
| 41          | GTD-Pro | 65  | Ford Multimatic Motorsports         | Joey Hand Dirk Müller Frédéric Vervisch                             | Ford Mustang GT3                 | 650 |
| 42          | GTD     | 45  | Wayne Taylor Racing with Andretti   | Graham Doyle Danny Formal Ashton Harrison Kyle Marcelli             | Lamborghini Huracán GT3 Evo 2    | 643 |
| 43          | GTP     | 10  | Wayne Taylor Racing with Andretti   | Filipe Albuquerque Marcus Ericsson Brendon Hartley Ricky Taylor     | Acura ARX-06                     | 601 |
| 44          | GTD-Pro | 9   | Pfaff Motorsports                   | James Hinchcliffe Oliver Jarvis Marvin Kirchhöfer Alexander Rossi   | McLaren 720S GT3 Evo             | 532 |
| 45          | LMP2    | 33  | Sean Creech Motorsports             | João Barbosa Jonny Edgar Nolan Siegel Lance Willsey                 | Ligier JS P217                   | 510 |
| 46          | GTD     | 17  | AWA                                 | Charlie Eastwood Anthony Mantella Thomas Merrill Nicolás Varrone    | Chevrolet Corvette Z06 GT3.R     | 508 |
| 47          | GTP     | 01  | Cadillac Racing                     | Sébastien Bourdais Scott Dixon Alex Palou Renger van der Zande      | Cadillac V-Series.R              | 423 |
| 48          | GTD-Pro | 14  | Vasser Sullivan Racing              | Ben Barnicoat Mike Conway Jack Hawksworth Kyle Kirkwood             | Lexus RC F GT3                   | 397 |
| 49          | GTD     | 66  | Gradient Racing                     | Tatiana Calderón Katherine Legge Stevan McAleer Sheena Monk         | Acura NSX GT3 Evo22              | 368 |
| 50          | GTD     | 55  | Proton Competition                  | Ryan Hardwick Giammarco Levorato Corey Lewis Dennis Olsen           | Ford Mustang GT3                 | 367 |
| 51          | GTD     | 13  | AWA                                 | Matthew Bell Orey Fidani Lars Kern Alex Lynn                        | Chevrolet Corvette Z06 GT3.R     | 308 |
| 52          | GTD     | 27  | Heart of Racing Team                | Roman De Angelis Ian James Zacharie Robichon Marco Sørensen         | Aston Martin Vantage AMR GT3 Evo | 303 |
| 53          | GTD     | 44  | Magnus Racing                       | Andy Lally John Potter Spencer Pumpelly Nicki Thiim                 | Aston Martin Vantage AMR GT3 Evo | 294 |
| 54          | GTD-Pro | 60  | Iron Lynx                           | Matteo Cairoli Matteo Cressoni Romain Grosjean Claudio Schiavoni    | Lamborghini Huracán GT3 Evo 2    | 293 |
| 55          | GTD-Pro | 75  | SunEnergy1 Racing                   | Maro Engel Jules Gounon Kenny Habul Luca Stolz                      | Mercedes-AMG GT3 Evo             | 193 |
| 56          | LMP2    | 20  | MDK by High Class Racing            | Dennis Andersen Laurents Hörr Scott Huffaker Seth Lucas             | Oreca 07                         | 185 |
| 57          | LMP2    | 22  | United Autosports USA               | Paul di Resta Bijoy Garg Dan Goldburg Felix Rosenqvist              | Oreca 07                         | 128 |
| 58          | LMP2    | 88  | Richard Mille AF Corse              | Nicklas Nielsen Luís Pérez Companc Matthieu Vaxivière Lilou Wadoux  | Oreca 07                         | 107 |
| 59          | LMP2    | 11  | TDS Racing                          | Mikkel Jensen Hunter McElrea Charles Milesi Steven Thomas           | Oreca 07                         | 58  |

### Nur in der Meldeliste
Zu diesem Rennen sind keine weiteren Meldungen bekannt.

### Klassensieger
| Klasse  | Fahrer       | Fahrer                | Fahrer              | Fahrer          | Fahrzeug             | Platzierung im Gesamtklassement |
| ------- | ------------ | --------------------- | ------------------- | --------------- | -------------------- | ------------------------------- |
| GTP     | Dane Cameron | Matt Campbell         | Felipe Nasr         | Josef Newgarden | Porsche 963          | Gesamtsieg                      |
| LMP2    | Ryan Dalziel | Dwight Merriman       | Christian Rasmussen | Connor Zilisch  | Oreca 07             | Rang 9                          |
| GTD-Pro | James Calado | Alessandro Pier Guidi | Davide Rigon        | Daniel Serra    | Ferrari 296 GT3      | Rang 17                         |
| GTD     | Philip Ellis | Indy Dontje           | Daniel Morad        | Russell Ward    | Mercedes-AMG GT3 Evo | Rang 19                         |

### Renndaten
- Gemeldet: 59
- Gestartet: 59
- Gewertet: 39
- Rennklassen: 4
- Zuschauer: unbekannt
- Wetter am Renntag: trocken und kühl
- Streckenlänge: 5,728 km
- Fahrzeit des Siegerteams: 23:58:24,723 Stunden
- Gesamtrunden des Siegerteams: 791
- Gesamtdistanz des Siegerteams: 4530,848 km
- Siegerschnitt: unbekannt
- Pole Position: Luís Felipe Derani – Cadillac V-Series.R (#31) – 1:32,656
- Schnellste Rennrunde: Tom Blomqvist – Cadillac V-Series.R (#31) – 1:35,554 = 215,850 km/h
- Rennserie: 1. Lauf zur IMSA WeatherTech SportsCar Championship 2024